# Transskribent
En transskribent eller transskriptør udfører transskriptioner af f.eks. lydoptagelser eller filmscener. Transskriptioner er en registrering af det sagte indhold. Det sagte indhold suppleres eksempelvis med regibemærkninger. En transskribent transskriberer ikke nødvendigvis alt ordret. Dog skal det være så præcist transskriberet, at der på baggrund af det transskriberede kan foretages en analyse af indholdet. 